# Chusquea liebmannii
Chusquea liebmannii är en gräsart som beskrevs av Eugène Pierre Nicolas Fournier. Chusquea liebmannii ingår i släktet Chusquea och familjen gräs. Inga underarter finns listade i Catalogue of Life.